# Mistrzostwa Świata w Strzelectwie 1913
Mistrzostwa Świata w Strzelectwie 1913 – siedemnasta edycja mistrzostw świata w strzelectwie. Odbyły się one w amerykańskim Camp Perry. Udział brali tylko mężczyźni. 
Rozegrano jedenaście konkurencji. Indywidualnie najwięcej medali zdobył Szwajcar Konrad Stäheli (pięć). W klasyfikacji medalowej zwyciężyli Szwajcarzy. Gospodarze zajęli ostatnie miejsce z dorobkiem jednego złotego, jednego srebrnego oraz trzech brązowych medali.

## Klasyfikacja medalowa
Gospodarze mistrzostw
| Pozycja | Kraj              | Złoto | Srebro | Brąz | Łącznie |
| ------- | ----------------- | ----- | ------ | ---- | ------- |
| 1       | Szwajcaria        | 4     | 4      | 2    | 10      |
| 2       | Szwecja           | 4     | 1      | 3    | 8       |
| 3       | Argentyna         | 1     | 3      | 1    | 5       |
| 4       | Francja           | 1     | 2      | 2    | 5       |
| 5       | Stany Zjednoczone | 1     | 1      | 3    | 5       |

## Wyniki
| Konkurencja                                     | Złoto                                                                                   | Wynik     | Srebro                                                                       | Wynik     | Brąz                                                                                              | Wynik     |
| Karabin wojskowy, trzy postawy, 300 m           | Mauritz Eriksson                                                                        | 485 pkt.  | Benjamín Tealdi                                                              | 481 pkt.  | Adrian Méndez                                                                                     | 477 pkt.  |
| Karabin wojskowy leżąc, 300 m                   | Gregorio Pereyra                                                                        | 186 pkt.  | Yanez                                                                        | 179 pkt.  | Ernest Eddy                                                                                       | 178 pkt.  |
| Karabin wojskowy klęcząc, 300 m                 | Tönnes Björkman                                                                         | 165 pkt.  | John Nilsson                                                                 | 163 pkt.  | Otto Christiansson                                                                                | 161 pkt.  |
| Karabin wojskowy stojąc, 300 m                  | Mauritz Eriksson                                                                        | 154 pkt.  | Pourquala                                                                    | 146 pkt.  | Paul Colas                                                                                        | 145 pkt.  |
| Karabin dowolny, trzy postawy, 300 m            | Konrad Stäheli                                                                          | 1030 pkt. | Caspar Widmer                                                                | 994 pkt.  | Mathias Brunner                                                                                   | 985 pkt.  |
| Karabin dowolny, trzy postawy, 300 m, drużynowo | Szwajcaria Mathias Brunner Jean Reich Konrad Stäheli Caspar Widmer Ernst Uhler          | 4959 pkt. | Francja Eugène Balme Paul Colas Albert Courquin Léon Johnson Achille Paroche | 4767 pkt. | Stany Zjednoczone Ernest Eddy Frederick Heidenreich John Kneubel Cedric Long Edward Sweeting      | 4578 pkt. |
| Karabin dowolny leżąc, 300 m                    | Achille Paroche                                                                         | 358 pkt.  | Konrad Stäheli                                                               | 355 pkt.  | John Kneubel                                                                                      | 354 pkt.  |
| Karabin dowolny klęcząc, 300 m                  | Konrad Stäheli                                                                          | 352 pkt.  | Mathias Brunner                                                              | 346 pkt.  | Jean Reich                                                                                        | 344 pkt.  |
| Karabin dowolny stojąc, 300 m                   | Caspar Widmer                                                                           | 334 pkt.  | Konrad Stäheli                                                               | 323 pkt.  | Albert Courquin                                                                                   | 313 pkt.  |
| Pistolet dowolny, 50 m                          | Vilhelm Carlberg                                                                        | 486 pkt.  | Alfred Lane                                                                  | 486 pkt.  | Casimir Reuterskiöld                                                                              | 477 pkt.  |
| Pistolet dowolny, 50 m, drużynowo               | Stany Zjednoczone James Snook John Dietz Alfred Lane Clarence McCutcheon Parmly Hanford | 2325 pkt. | Francja Jean Carrère Girardot Léon Johnson André Regaud Louis Percy          | 2234 pkt. | Szwecja Vilhelm Carlberg Otto Christiansson Sigvard Hultcrantz Robert Löwman Casimir Reuterskiöld | 2228 pkt. |